# Karola Hattop
Karola Hattop (* 26. Dezember 1949 in Ost-Berlin) ist eine deutsche Filmregisseurin und Drehbuchautorin.

## Leben
Karola Hattop begann nach dem Abitur eine Lehre zur Bankkauffrau, die sie erfolgreich abschloss. Es folgte von 1968 bis 1969 ein Volontariat beim Deutschen Fernsehfunk und anschließend bis 1973 ein Regiestudium an der Hochschule für Film und Fernsehen. Dieses schloss sie mit dem Diplomfilm Werner Tübke ab. Von 1973 bis 1991 war sie als Regisseurin für Film und Fernsehen aktiv, wobei sie sich ab 1979 überwiegend Kinder- und Familienfilmen widmete.
Nach der Wende gründete Hattop 1990 die Phantasios-Filmproduktion, für die sie als Regisseurin und Autorin tätig war. Im Jahr 1992 erschien ihr einziger DEFA-Film Ein Elefant im Krankenhaus in den Kinos, der mehrfach ausgezeichnet wurde. Seit 1994 arbeitet Hattop freiberuflich als Regisseurin und Autorin, widmete sich zunächst Unterhaltungsfilmen und Serien im Fernsehen und arbeitet seit den 2000er-Jahren erneut zunehmend im Kinder- und Jugendfilmbereich. So produzierte sie im Jahre 2008 zusammen mit dem polnischen Drehbuchautor Andrzej Maleszka den Kinderfilm Das Morphus-Geheimnis über ein magisches Musik-Werk von Beethoven. Zu ihren größten Erfolgen als Regisseurin zählen der Spielfilm Wer küsst schon einen Leguan? aus dem Jahr 2003, der für den Grimme-Preis nominiert war und mit dem Goldenen Spatz sowie dem Europäischen Kinderfilmpreis ausgezeichnet wurde, sowie der mehrteilige Kinderfilm Prinz und Bottel (2009), ebenfalls für den Grimme-Preis nominiert.
Hattop lebt mit ihrem Mann, dem Kameramann Hans Hattop, in der Nähe von Berlin. Ihr gemeinsamer Sohn Sebastian Hattop (* 1973) ist ebenfalls Kameramann.

## Filmografie
- 1980: Die Drachenprinzessin (TV)
- 1980: Die Dorflinde (TV)
- 1981: Das Mädchen vom Eisberg (TV)
- 1982: Sternengucker und Professoren (TV)
- 1983: Mein Vater in der Tinte (TV)
- 1983: Nachhilfe für Vati (TV)
- 1984: Ich liebe Victor (TV)
- 1984: Eine schöne Bescherung (TV)
- 1986: Jan Oppen (TV)
- 1987: Der Schulweg (TV)
- 1988: Jeder träumt von einem Pferd (Fernsehfilm)
- 1989: Feriengewitter (TV)
- 1989: Rike (TV)
- 1990: König Phantasios (TV)
- 1990: Jetzt umarmen uns alle … (TV)
- 1992: Gummistiefelgeschichte (TV-Serie)
- 1992: Ein Elefant im Krankenhaus
- 1993: Aus dem Rahmen gefallen (TV-Kurzfilm)
- 1993: Mein kleines Märchen (TV-Serie)
- 1994: Baby im Fluß (TV-Kurzfilm)
- 1995–1996: Mensch, Pia! (TV-Serie, 10 Folgen)
- 1997: Jagdsaison (TV)
- 1998: Ich schenk dir meinen Mann (TV)
- 1999: Das Schloß meines Vaters (TV)
- 2000: Mutter wider Willen (TV)
- 2001: Scheidung mit Hindernissen
- 2002: Tierärztin Dr. Mertens (TV)
- 2002: Wie verliebt man seinen Vater?
- 2003: Wer küsst schon einen Leguan? (TV)
- 2004: Wink des Himmels (TV)
- 2005: Polizeiruf 110: Heimkehr in den Tod (TV-Reihe)
- 2006: Unsere zehn Gebote (TV-Serie, 2 Folgen)
- 2006–2007: Tierärztin Dr. Mertens (TV-Serie, 8 Folgen)
- 2007: Zu schön für mich (TV)
- 2008: Das Morphus-Geheimnis
- 2008: Die Stein (TV-Serie, 5 Folgen)
- 2009: Prinz und Bottel (TV)
- 2011: Polizeiruf 110: Der Tod und das Mädchen (TV-Reihe)
- 2011: Inga Lindström: Svens Vermächtnis (TV-Reihe)
- 2011: Inga Lindström: Die Hochzeit meines Mannes (TV-Reihe)
- 2011: Linda geht tanzen (TV)
- 2012: Der Rekordbeobachter (TV)
- 2012: Die sechs Schwäne (TV)
- 2013: Lilly Schönauer – Liebe mit Familienanschluss (TV)
- 2014: Meine Mutter, meine Männer (TV)
- 2014: Die Schneekönigin (TV)
- 2018: Daheim in den Bergen – Schuld und Vergebung (TV-Reihe)
- 2018: Daheim in den Bergen – Liebesreigen (TV-Reihe)

## Auszeichnungen (Auswahl)
- 1985: Nominierung Goldener Spatz für Mein Vater in der Tinte
- 2003: Europäischer Kinderfilmpreis für Wer küsst schon einen Leguan?
- 2004: Preis der Kinderjury auf dem Montréal International Children’s Film Festival für Wer küsst schon einen Leguan?
- 2005: Goldener Spatz als Bester deutscher Kinderfilm für Wer küsst schon einen Leguan?
- 2007: Robert-Geisendörfer-Preis für Unsere zehn Gebote
- 2011: Emil der TV Spielfilm für Prinz und Bottel